# Niklaus Gerber
Niklaus Gerber (1850 – 1914) è stato un chimico svizzero.
Studiò all'università di Berna e di Zurigo.
Nel 1892 sviluppò un metodo di analisi del grasso contenuto nel latte relativamente pratico e veloce chiamato Metodo Gerber.
| Controllo di autorità | VIAF (EN) 37957565 · ISNI (EN) 0000 0000 2108 4224 · LCCN (EN) no2014154033 · GND (DE) 127981020 |